# 托凱恩 (北卡羅萊納州)
托凱恩（英語：Toecane）是位於美國北卡羅萊納州米切爾縣的非建制地區。

## 歷史
托凱恩的郵局於1902年設立，其後於1958年停運。

## 地理
托凱恩所處的海拔為高於海平面692米（即2270英呎），而該地所採用的時區為UTC-5，即北美东部时区（EST）。同時該地設有夏令時間，為UTC-5調快一小時，即UTC-4（EDT）。